# Bosgöl
Bosgöl är en sjö i Vetlanda kommun i Småland och ingår i Emåns huvudavrinningsområde. Sjöns area är 0,009 kvadratkilometer och den är belägen 198 meter över havet.